# Гриничко средње време
| светло плава  | Западноевропско време, Гриничко средње време ()                                     |
| плава         | Западноевропско време, Гриничко средње време (UTC+0) Западноевропско летње време () |
| розе          | Средњоевропско време, Западноафричко време ()                                       |
| црвена        | Средњоевропско време () Средњоевропско летње време ()                               |
| жута          | Калињинградско време ()                                                             |
| златна        | Источноевропско време () Источноевропско летње време ()                             |
| светло зелена | Further-eastern European Time, Московско време, Турско време ()                     |

Гриничко средње време, гриничко време, светско време (енгл. Greenwich Mean Time – GMT) је назив за средње соларно време у Краљевској опсерваторији у Гриничу, крај Лондона. Временом је ово време усвојено као светски стандард за нулто време и углавном се поклапа са сада важећим стандардом универзалним координисаним временом (UTC). Гриничко време може да се посматра и као часовна зона и његову дефиницију прихватају многи органи, поготову у Уједињеном Краљевству, државама Комонвелта и арапским земљама. Гриничко средње време се поклапа са временом које се користи у Енглеској зими, а лети је разлика један сат, због летњег рачунања времена. Време у Србији се лети разликује за два, а зими за један сат од гриничког времена.

## Соларно време
Соларно време је време које се рачуна на основу положаја Сунца на небу. Основна јединица соларног времена је дан. Постоје две врсте соларног времена:
- очигледно соларно време (време сунчаних часовника) и
- средње соларно време (време стандардних часовника).

Сенка вертикалне мотке ће у неком тренутку на сваком сунчаном дану показати тачно на север (или нестати ако је Сунце директно изнад главе, или показивати на југ на неким деловима Земље). Тај тренутак се назива локално очигледно подне. Око 24 сата касније, сенка ће поново указати север, а Сунце ће наизглед обићи 360 степени око Земљине осе. Када Сунце пређе тачно 15 степени (односно 1/24 круга у равни под правим углом на Земљину осу), локално очигледно време је тачно 13:00, после још 15 степени ће бити тачно 14:00, итд.
Проблем је у томе што је у септембру Сунцу потребно мање времена да направи пун круг него што је потребно у децембру. Та 24 „сата“ соларног времена може бити 21 секунди мање или 29 секунди више од 24 сата на часовницима. То одступање настаје због елиптичност Земљине орбите и чињенице да Земљина оса није нормална на раван њене орбите.
Дакле, сат који ради при константној брзини - исти број клатна љуљашке у сваком сату - не може да прати стварно Сунце и уместо тога следи имагинарно „средње Сунце“ који се креће дуж небеског екватора константном брзином. Ово значи да је „средње соларно време“ просечно време мерено током целе године. То још увек није савршено константан период и разликује се од једног века на следећи, али је довољно близу за већину потреба. Тренутно један средњи соларни дан износи око 86 400,002 СИ секунде.

## Историја
Дана 22. септембра 1847. у оквиру сређивања железница у Великој Британији уведено је гриничко време као стандардно време за све железничке станице на целом острву. Током 1848. све железничке компаније на целом британском острву су усвојиле гриничко време као званично време. То се полако ширило на друге области, али је тек 1880. постало званично време.
Гринички меридијан је усвојен као нулти меридијан на Међународној конференцији о меридијану 1884. године у Вашингтону.
Дневна ротација Земље је делимично нестабилна и успорава током времена. Зато се користе атомски часовници који имају доста стабилнију основу. Године 1928. је уведен појам универзално време (енгл. Universal Time -UT) из кога су временом настали стандарди UTC, UT0, UT1 и UT2, који надокнађују поларна одступања и успоравање земљине ротације и који користе преступну секунду ради тачнијег одређивања времена.
Од 1. јануара 1972. године стандард UTC је званично заменио гриничко време као међународни стандард.

## Проблеми са гриничким временом
Постајале су два начина коришћења гриничког времена током историје. То потиче од различитих схватања и различитих потреба схватања једног календарског дана:
- цивилна схватање, које потиче од старих Римљана, где се поноћ подразумевала као нулти сат и где један дан траје 12 сати пре и после поднева, и
- астрономско схватање, које потиче још из радова Птоломеја, по којој је подне нулти сат и календарски дан траје од поднева до поднева.

На преласку из 1924. на 1925. годину ова два схватања су изједначена. Уведено је гриничко астрономско време (GAMT) да би се прецизно описивало претходно астрономско време.
Стандард UTC није толико нејасан и код њега је искључиво поноћ нулти сат.